# Stephanie Waldow
Stephanie Waldow (* 1970) ist eine deutsche Literaturwissenschaftlerin.

## Leben
Nach dem Studium der Neueren deutschen Literaturwissenschaft, Soziologie und Psychologie an den Universitäten Gießen und Erlangen war sie wissenschaftliche Mitarbeiterin im Fach Komparatistik an der Justus-Liebig-Universität Gießen (2000–2002). Nach der Promotion zum Dr. phil. 2004 an der Universität Erlangen-Nürnberg war sie wissenschaftliche Assistentin am Lehrstuhl für Neuere deutsche Literaturgeschichte an der Friedrich-Alexander-Universität Erlangen-Nürnberg (2004–2010). Nach der Habilitation ist sie seit 2012 Professorin für Neuere Deutsche Literaturwissenschaft mit dem Schwerpunkt Ethik an der Universität Augsburg.

## Schriften (Auswahl)
- Der Mythos der reinen Sprache. Walter Benjamin, Ernst Cassirer, Hans Blumenberg. Allegorische Intertextualität als Erinnerungsschreiben der Moderne. Paderborn 2006, ISBN 3-7705-4240-1.
- Schreiben als Begegnung mit dem Anderen. Zum Verhältnis von Ethik und Narration in philosophischen und literarischen Texten der Gegenwart. Paderborn 2013, ISBN 3-7705-5245-8.